# Булч
Булч (рум. Bulci) — село у повіті Арад в Румунії. Входить до складу комуни Бата.
Село розташоване на відстані 357 км на північний захід від Бухареста, 63 км на схід від Арада, 143 км на південний захід від Клуж-Напоки, 73 км на схід від Тімішоари.

## Населення
За даними перепису населення 2002 року у селі проживали 143 особи, усі — румуни. Усі жителі села рідною мовою назвали румунську.